# マーシャル諸島航空
マーシャル諸島航空（マーシャルしょとうこうくう、英: Air Marshall Islands）はマーシャル諸島共和国のマジュロに本社を置く航空会社であり、同国のフラッグ・キャリアである。エア・マーシャル・アイランドとそのまま呼ばれる場合も多い。

## 概要
1980年にマーシャル諸島初の航空会社として設立され、1989年に現在の名前となった。2007年3月現在、マーシャル諸島航空の株式は全てマーシャル諸島共和国政府が保有しており、90人の従業員がいる。
航空券の座席予約システム（CRS）は、アマデウスITグループが運営するアマデウスを利用している。

2009年1月、マーシャル諸島航空が保有する唯一のDHC-8-Q100機が衝突事故によって翼を損傷したため、マーシャル諸島航空はすべての飛行を中止せざるを得なくなってしまった。すぐに部品の交換が試みられたが、発注ミスによって修理期間が延び、運行再開は同年の2月になった。

## 就航地一覧

### 国際線
- キリバス
  - タラワ環礁ボンリキ島（英語版）（ボンリキ国際空港）

### 国内線
- マジュロ環礁マジュロ島（マジュロ国際空港）
  - アイロック島（アイロック空港）
- アイリングラップ環礁（アイリングラップ・アイロック空港）
  - ウオジャ島（ウオジャ空港（英語版））
  - ジェイ島（ジェイ空港（英語版））
- アイルック環礁（アイルック空港）
- アルノ環礁イーネ（イーネ空港）
  - ティナック（ティナック空港（英語版））
- ウォッジェ環礁ウォッジェ島（ウォッジェ空港）
- ウジャエ環礁ウジャエ島（ウジャエ空港）
- ウチリック環礁ウチリック島（ウチリック空港）
- エニウェトク環礁エニウェトク島（エニウェトク補助飛行場）
- エボン環礁（エボン空港）
- オール環礁（オール空港）
- オトー環礁（オトー空港（英語版））
- キリ島（キリ空港）
- クェゼリン環礁クェゼリン島（バックホルツ陸軍飛行場）
  - エレナック島（エレナック空港（英語版））
- ジャボット島（ジャボット空港（英語版））
- ジャルート環礁ジャボール島（ジャルート空港）
- ナムー環礁（マジキン空港（英語版））
- ナモリック環礁（ナモリック空港）
- ビキニ環礁エニュー島（ビキニ環礁空港）
- マロエラップ環礁タロア島（マロエラップ空港）
  - カベン島（英語版）（カベン空港）
- ミリ環礁ミリ島（ミリ空港）
  - エネジット島（エネジット空港（英語版））
- メジット島（メジット空港）
- ラエー環礁（ラエー空港）
- リキエップ環礁（リキエップ空港）
- ロンゲラップ環礁（ロンゲラップ空港）